# منیر ابوفاضل

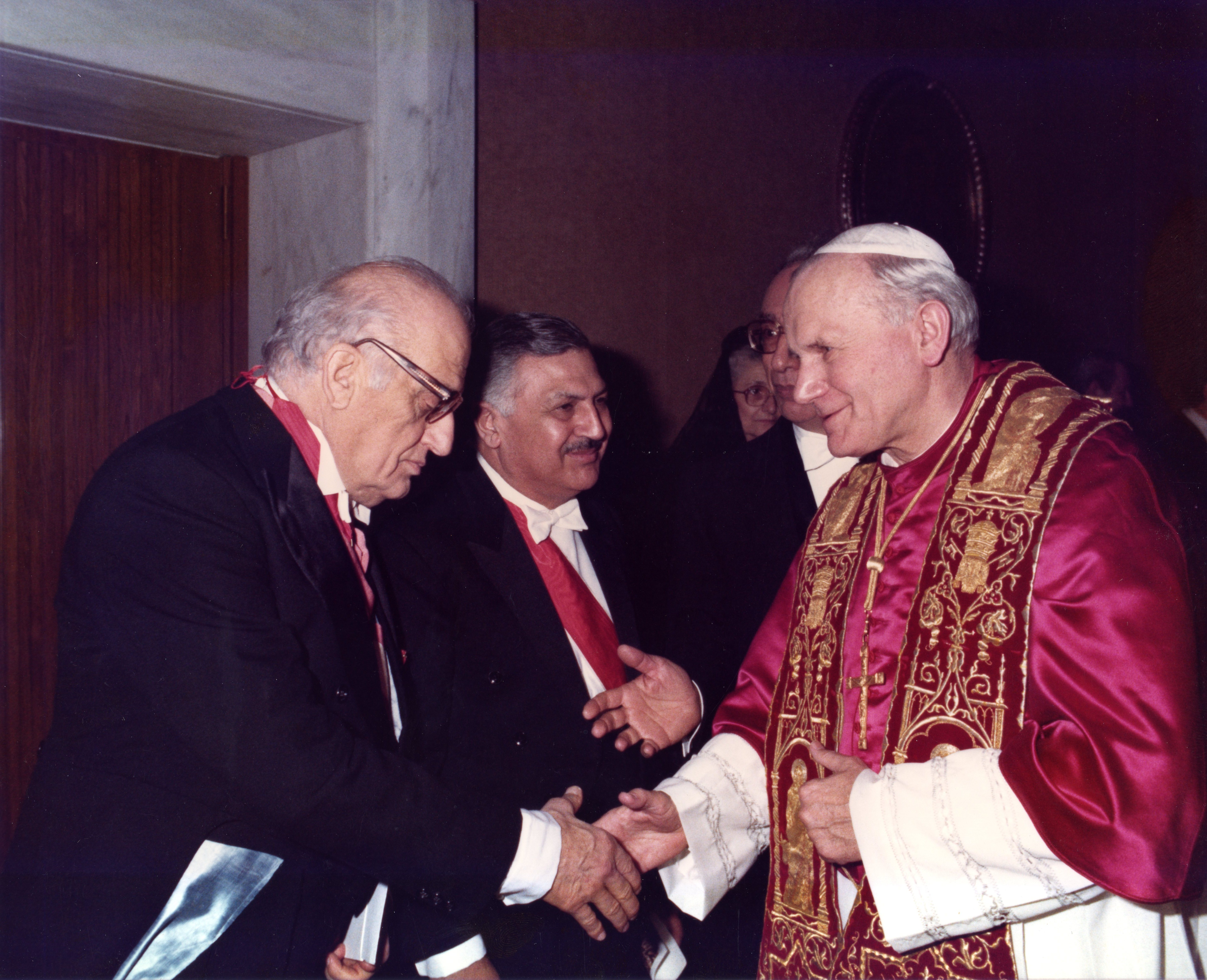

منیر ابوفاضل (۱۹۱۲–۱۹۸۷)، شخصیت سیاسی لبنانی و نایب رئیس سابق پارلمان لبنان است. او در سال ۱۹۱۲ در شهر عین انوب در ناحیه عالیه در یک خانواده مسیحی ارتدوکس به دنیا آمد. در سال ۱۹۲۹ لیسانس علوم سیاسی گرفت و سپس به فلسطین رفت و به پلیس حیفا پیوست و در سال ۱۹۳۷ به بازرس پلیس و در سال ۱۹۳۸ در تحقیقات جنایی فعالیت داشت. او به یک مؤسسه حقوق در اورشلیم پیوست و از آن فارغ‌التحصیل شد.
در سال ۱۹۵۷ به عنوان نماینده پارلمان لبنان انتخاب شد و پس از آن سمت وزیر کشور و سپس معاون پارلمان را بر عهده گرفت و تا زمان مرگ در این سمت مشغول به فعالیت بود.